# Estació de Gran Via Asima
L'estació de Gran Via Asima és una estació del metro de Palma. Fou posada en servei el 25 d'abril de 2007.
És una estació soterrada, situada en la Gran Via Asima, en l'epicentre del polígon de Son Castelló. Té andanes laterals, que s'interconnecten a través d'un pas inferior.
| Procedència/Destinació               | <            | Línia | >              | Procedència/Destinació |
| ------------------------------------ | ------------ | ----- | -------------- | ---------------------- |
| Metro de Palma                       |              |       |                |                        |
| Estació Intermodal - Plaça d'Espanya | Son Castelló | 1     | Camí dels Reis | Universitat            |